# Бабба
ਬ [bəbba:] — двадцать восьмая буква алфавита гурмукхи, обозначает:
- согласный /b/ (на конце слова, в сочетании с символами для обозначения гласных)

Примеры:
ਰੱਬ [rəbb] — Бог
- сочетание этого согласного (/b/) с кратким гласным /ə/ (при отсутствии других символов для обозначения гласных)[1][2]. (По другим данным /a/[3].)

Примеры:
ਬਹਾਲ਼ [baː↘ɭ], [bəɦaːɭ] — восстановленный